# Menidi
Menidi (in greco Μενίδι?) è un ex comune della Grecia nella periferia della Grecia Occidentale (unità periferica dell'Etolia-Acarnania) con 2.442 abitanti secondo i dati del censimento 2001.
È stato soppresso a seguito della riforma amministrativa, detta Programma Callicrate, in vigore dal gennaio 2011 ed è ora compreso nel comune di Amfilochia.

## Località
Menidi è suddiviso nelle seguenti comunità (i nomi dei villaggi tra parentesi):
- Menidi (Menidi, Elaiochori, Theriakisi, Katsouli, Lagkada, Sykoula)
- Floriada (Floriada, Elaiofyto, Katharovouni, Kastriotissa, Palaia Floriada, Palaiokastro, Chrysopigi, Chrysorrachi)